# 菜豆单囊壳
菜豆单囊壳（学名：Sphaerotheca astragali var. phaseoli）是属于白粉菌目白粉菌科单囊壳属的一种真菌，寄生在菜豆属植物上。该种分布于中国。